# Мирошников, Сергей Александрович
Серге́й Алекса́ндрович Миро́шников (род. 10 октября 1967 года, Оренбург, СССР) — доктор биологических наук (2002), профессор (2007), Профессор РАН (2016), член-корреспондент РАН (2016). Ректор Оренбургского государственного университета  Председатель Совета ректоров высших учебных заведений Оренбургской области  Лауреат Премии Правительства РФ в области науки и техники (2023) [7]. Почетный работник сферы образования Российской Федерации.

## Карьера
Родился в 1967 году в Оренбурге. В 1986-1988 году служба в Советской Армии. В 1991 году окончил Оренбургский сельскохозяйственный институт (ныне аграрный университет).  В период обучения победитель Всероссийских олимпиад по химии 1986 и 1989 годов, бронзовый призер Всесоюзной олимпиады по химии 1989 года.
По окончании учёбы принят на работу во Всероссийский НИИ мясного скотоводства (ВНИИМС): аспирант (1991—1994), младший научный сотрудник (1994—1995), старший (1995—1998), ведущий (1998—2001) научный сотрудник отдела кормления сельскохозяйственных животных и технологии кормов, учёный секретарь (2001—2003).
В 2003—2007 гг. — исполнительный директор Института биоэлементологии Оренбургского государственного университета.
С 2008 г. — директор ФГБНУ «Всероссийский научно-исследовательский институт мясного скотоводства»,  преобразованный им в 2017 году в Федеральный научный центр биологических систем и агротехнологий РАН. В начале 2016 года избран профессором РАН, а осенью того же года — членом-корреспондентом РАН.С 2020 года ректор Оренбургского государственного университета.

## Санкции
6 марта 2022 года после вторжения России на Украину подписал письмо в поддержу России. С 9 июня 2022 года находится под персональными санкциями Украины, также был внесён ФБК в список коррупционеров и разжигателей войны, 16 марта 2022 года форумом свободной России внесён в «Список Путина» и доклад «поджигателей войны» с предложением введения против него международных санкций.